# A Autobiografia de um Mentiroso: Volume VI
A Autobiografia de um Mentiroso: Volume VI é uma autobiografia cômica escrita por Graham Chapman do Monty Python, apresentando um relato ficcional de sua vida. Publicado pela primeira vez na Grã-Bretanha em 1980, foi republicado em 1991, 1999 e 2011.
Excepcionalmente para uma autobiografia, o trabalho é creditado a cinco autores: Chapman, seu parceiro David Sherlock, Alex Martin, Douglas Adams e David A. Yallop. A única contribuição de Adams foi na forma de um esboço escrito por ele e Chapman para o piloto para televisão de Out of the Trees, que foi reescrito para o livro na primeira pessoa e passou como um evento real. Não se sabe quanto material os outros escritores contribuíram. O livro foi relançado em 1991 com um posfácio de Eric Idle, que foi incluído em todos os lançamentos subsequentes.
Uma semi-sequência, Calcium Made Interesting, foi lançada no ano de 2005.

## Adaptação cinematográfica
Em junho de 2011, foi anunciado que a Bill and Ben Productions estava fazendo um filme animado em 3D baseado no livro de memórias. O título completo é A Liar's Autobiography: The Untrue Story of Monty Python's Graham Chapman. Embora não seja um filme do Monty Python, todos, exceto um dos Pythons, estão envolvidos no projeto. Questionado sobre o que era verdade em um relato deliberadamente fantasioso de Chapman sobre sua vida, Terry Jones brincou: "Nada... é tudo uma mentira franca, absoluta e obscena".
O filme usa a própria voz de Chapman – de uma leitura de sua autobiografia pouco antes de morrer de câncer – e o canal de entretenimento EPIX anunciou que o filme está nos formatos 2D e 3D. Produzido e dirigido por Bill Jones, Ben Timlett e Jeff Simpson, de Londres, o filme usou 14 empresas de animação, cada uma trabalhando capítulo que variam de 3 a 12 minutos de duração, com cada capítulo em um estilo diferente.
John Cleese gravou o diálogo que foi combinado com a voz de Chapman. Michael Palin dublou o pai de Chapman e Terry Jones dublou sua mãe. Terry Gilliam dublou o psiquiatra de Graham. Todos eles desempenharam vários outros papéis. Entre o grupo Python original, apenas Eric Idle não estava envolvido.
O filme teve lançamento limitado nos cinemas em 2 de novembro de 2012 nos EUA e foi ao ar no canal de TV Epix no mesmo dia. O filme foi exibido em 3D no Rotterdam Film Festival em 1 de fevereiro de 2013.